# Partit Unionista Democràtic Sudanès
El Partit Unionista Democràtic, PUD —en anglès Democratic Unionist Party, DUP; en àrab الحزب الإتحادي الديموقراطي, al-Ḥizb al-Ittiḥādī ad-Dimūqrāṭī— és un partit polític del Sudan, continuador del Partit Nacional Unionista, fundat el 1953. Va canviar de nom el 1967 en reunificar-se amb el Partit Popular Democràtic Sudanès que se n'havia escindit el juny de 1956.
A les eleccions de l'abril de 1986 el partit, ara dirigit per Ahmad Ali al-Mirghani, va obtenir el major nombre de vots però va quedar segon en escons i l'Umma va formar govern, però de coalició amb el PUD.
El Partit Unionista Democràtic va mantenir negociacions a Addis Abeba amb partits del sud, especialment amb el MPAS/SPLM i el 14 de novembre de 1988 van arribar a un acord pel qual els dos grups treballarien per establir una constitució d'un Sudan federal i per l'abolició de la xaria. Aquest acord fou mal acollir pels islamistes del Front Nacional Islàmic que van treure a la seva gent al carrer en manifestacions i el desembre el Partit Unionista Democràtic abandonava el govern. El 1989, després del cop d'estat militar del general al-Bashir, va formar part de l'Aliança Nacional Democràtica amb tots els partits d'oposició al govern militar i el desembre de 1996 es va integrar al Consell Militar Conjunt de l'Aliança Nacional i el EPAS/SPLA.
El 2000 va boicotejar les eleccions legislatives com quasi tots els partits polítics del país. Va donar suport a l'esforç de pau de 2002 (Protocol de Machakos) i 2005 (Acord de Pau Complet) i va modificar les seves posicions cap a una major cooperació amb el govern. Va participar en les eleccions del 2010 on fou la segona força política però lluny del Partit del Congrés Nacional del general al-Bashir. No obstant això, s'ha mantingut l'Aliança Nacional Democràtica com a plataforma a llarg termini quan es restableixi la democràcia de manera integral.